# Тачка на мільйон
«Тачка на мільйон» (англ. Driven) — фільм режисера Ніка Гамма, знятий за сценарієм Коліна Бейтмана, з Лі Пейсом, Джейсоном Судейкісом, Корі Столлом, Джуді Грір, Ізабель Аррайзою, Майклом Кадлітцом та Ерін Моріарті у головних ролях. Прем'єра стрічки відбулась на 75-му Венеційському міжнародному кінофестивалі 8 вересня 2018 року, а згодом її продемонстрували на Міжнародному кінофестивалі в Торонто 2018 року. Показ у кінотеатрах розпочався 16 серпня 2019 року.

## У ролях
| Актор            | Роль             |
| ---------------- | ---------------- |
| Лі Пейс          | Джон Делореан    |
| Джейсон Судейкіс | Джим Гоффман     |
| Джуді Грір       | Еллен Гоффман    |
| Корі Столл       | Бенедикт Тіса    |
| Ізабель Аррайза  | Крістіна Феррарі |
| Майкл Кадлітц    | Морган Гетрік    |
| Ерін Моріарті    | Кеті Коннорс     |
| Джастін Барта    | Говард Вайцман   |
| Іддо Голдберг    | Рой              |
| Тара Саммерс     | Моллі Гібсон     |
| Джеймі Шерідан   | Білл             |

## Виробництво
У травні 2017 повідомлялось, що режисер Нік Гемм і сценарист Колін Бейтман об'єднались для роботи над фільмом про відомого конструктора автомобілів Джона ДеЛореана. Зйомки фільму розпочались у вересні 2017 року в Пуерто-Рико, невдовзі острів постраждав від урагану Марія. Тому після стихії було необхідно шукати нові локації для продовження зйомок. Знімальна група отримала доступ до дефіцитного палива, що викликало суперечки з місцевими жителями. Проте їм вдалося допомогти у відновленні будинків та зібрати кошти для допомоги постраждалим.

## Випуск
«Тачка на мільйон» стала фільмом-закриттям 75-ого Венеційського міжнародного кінофестивалю. У травні 2019 року стало відомо, що компанія Universal Pictures Home Entertainment Content Group придбала права на розповсюдження стрічки в країнах Північної Америки та деяких інших країнах. Локалізований трейлер вийшов 21 червня 2019 року.